# Campionato Capixaba
Il Campeonato Capixaba è il campionato di calcio dello stato dell'Espírito Santo, in Brasile. È organizzato dal 1917 dalla Federação de Futebol do Estado do Espírito Santo (FES).

## Stagione 2025
- Capixaba (Vila Velha)
- Desportiva (Cariacica)
- Jaguaré (Jaguaré)
- Nova Venécia (Nova Venécia)
- Porto Vitória (Vitória)
- Real Noroeste (Águia Branca)
- Rio Branco-ES (Vitória)
- Rio Branco-VN (Venda Nova do Imigrante)
- Vilavelhense (Vila Velha)
- Vitória-ES (Vitória)

## Albo d'oro

### Campeonato da Cidade de Vitória
- 1917 América
- 1918  Rio Branco-ES
- 1919  Rio Branco-ES
- 1920  Vitória-ES
- 1921  Rio Branco-ES
- 1922 América
- 1923 América
- 1924  Rio Branco-ES
- 1925 América
- 1926 Floriano
- 1927 América
- 1928 América
- 1929  Rio Branco-ES

### Campeonato Capixaba
- 1930  Rio Branco-ES
- 1931 Santo Antônio
- 1932  Vitória-ES
- 1933  Vitória-ES
- 1934  Rio Branco-ES
- 1935  Rio Branco-ES
- 1936  Rio Branco-ES
- 1937  Rio Branco-ES
- 1938  Rio Branco-ES
- 1939  Rio Branco-ES
- 1940 Americano
- 1941  Rio Branco-ES
- 1942  Rio Branco-ES
- 1943  Vitória-ES
- 1944 Caxias
- 1945  Rio Branco-ES
- 1946  Rio Branco-ES
- 1947  Rio Branco-ES
- 1948  Cachoeiro
- 1949  Rio Branco-ES
- 1950  Vitória-ES
- 1951  Rio Branco-ES
- 1952  Vitória-ES
- 1953 Santo Antônio
- 1954 Santo Antônio
- 1955 Santo Antônio
- 1956  Vitória-ES
- 1957  Rio Branco-ES
- 1958  Rio Branco-ES
- 1959  Rio Branco-ES
- 1960 Santo Antônio
- 1961 Santo Antônio
- 1962 Santo Antônio
- 1963  Rio Branco-ES
- 1964  Desportiva
- 1965  Desportiva
- 1966  Rio Branco-ES
- 1967  Desportiva
- 1968  Rio Branco-ES
- 1969  Rio Branco-ES
- 1970  Rio Branco-ES
- 1971  Rio Branco-ES
- 1972  Desportiva
- 1973  Rio Branco-ES
- 1974  Desportiva
- 1975  Rio Branco-ES
- 1976  Vitória-ES
- 1977  Desportiva
- 1978  Rio Branco-ES
- 1979  Desportiva
- 1980  Desportiva
- 1981  Desportiva
- 1982  Rio Branco-ES
- 1983  Rio Branco-ES
- 1984  Desportiva
- 1985  Rio Branco-ES
- 1986  Desportiva
- 1987  Guarapari
- 1988 Ibiraçu
- 1989  Desportiva
- 1990  Colatina
- 1991  Muniz Freire
- 1992  Desportiva
- 1993  Linhares EC
- 1994  Desportiva
- 1995  Linhares EC
- 1996  Desportiva
- 1997  Linhares EC
- 1998  Linhares EC
- 1999  Serra
- 2000  Desportiva
- 2001  Alegrense
- 2002  Alegrense
- 2003  Serra
- 2004  Serra
- 2005  Serra
- 2006  Vitória-ES
- 2007  Linhares FC
- 2008  Serra
- 2009  São Mateus
- 2010  Rio Branco-ES
- 2011  São Mateus
- 2012  Aracruz
- 2013  Desportiva
- 2014  Estrela do Norte
- 2015  Rio Branco-ES
- 2016  Desportiva
- 2017  Atlético Itapemirim
- 2018  Serra
- 2019  Vitória-ES
- 2020  Rio Branco-VN
- 2021  Real Noroeste
- 2022  Real Noroeste
- 2023  Real Noroeste
- 2024  Rio Branco-ES
- 2025  Rio Branco-ES

## Titoli per squadra
Le squadre contrassegnate da un asterisco (*) non sono più attive.
| Squadra             | Città                   | Titoli            | Titoli   | Titoli |
| Squadra             | Città                   | Cidade de Vitória | Capixaba | Totale |
| ------------------- | ----------------------- | ----------------- | -------- | ------ |
| Rio Branco          | Vitória                 | 5                 | 34       | 39     |
| Desportiva          | Cariacica               | 0                 | 18       | 18     |
| Vitória             | Vitória                 | 1                 | 9        | 10     |
| América *           | Vitória                 | 6                 | 0        | 6      |
| Santo Antônio *     | Vitória                 | 0                 | 6        | 6      |
| Serra               | Serra                   | 0                 | 6        | 6      |
| Linhares EC *       | Linhares                | 0                 | 4        | 4      |
| Real Noroeste       | Aguia Branca            | 0                 | 3        | 3      |
| Alegrense *         | Alegre                  | 0                 | 2        | 2      |
| São Mateus          | São Mateus              | 0                 | 2        | 2      |
| Americano *         | Vitória                 | 0                 | 1        | 1      |
| Cachoeiro           | Cachoeiro de Itapemirim | 0                 | 1        | 1      |
| Caxias *            | Vitória                 | 0                 | 1        | 1      |
| Colatina *          | Colatina                | 0                 | 1        | 1      |
| Estrela do Norte    | Cachoeiro de Itapemirim | 0                 | 1        | 1      |
| Floriano *          | Vitória                 | 1                 | 0        | 1      |
| Guarapari *         | Guarapari               | 0                 | 1        | 1      |
| Ibiraçu *           | Ibiraçu                 | 0                 | 1        | 1      |
| Aracruz             | Aracruz                 | 0                 | 1        | 1      |
| Linhares FC         | Linhares                | 0                 | 1        | 1      |
| Muniz Freire *      | Muniz Freire            | 0                 | 1        | 1      |
| Atlético Itapemirim | Itapemirim              | 0                 | 1        | 1      |
| Rio Branco FC       | Venda Nova do Imigrante | 0                 | 1        | 1      |